# 溝田泰夫
溝田 泰夫（みぞた やすお、1947年6月29日 - ）は、前筑波銀行会長、元茨城銀行頭取。2013年4月より流通経済大学法学部教授。長崎県出身。

## 経歴
- 1973年 - 京都大学法学部卒業。
- 1973年 - 日本銀行入行。
- 1994年 - 同行 北九州支店長。
- 1998年 - 日本長期信用銀行取締役。
- 2000年 - 日本銀行考査局次長。
- 2001年 - 同行 考査局審議役。
- 2001年 - 同行 検査室長。
- 2003年 - 茨城銀行入行,常務取締役(総合企画部長)。
- 2005年 - 同行 専務取締役。
- 2008年 - 同行 頭取。
- 2010年 - 筑波銀行会長。
- 2012年 - 同行 特別顧問[1]。
- 2013年 - 流通経済大学法学部教授。
- 2025年 - 和洋学園理事長